# Tricyphona (Pentacyphona) aspidoptera aspidoptera
Tricyphona (Pentacyphona) aspidoptera aspidoptera is een ondersoort van de tweevleugelige Tricyphona (Pentacyphona) aspidoptera uit de familie Pediciidae. De ondersoort komt voor in het Nearctisch gebied.